# Alexander von Aphrodisias

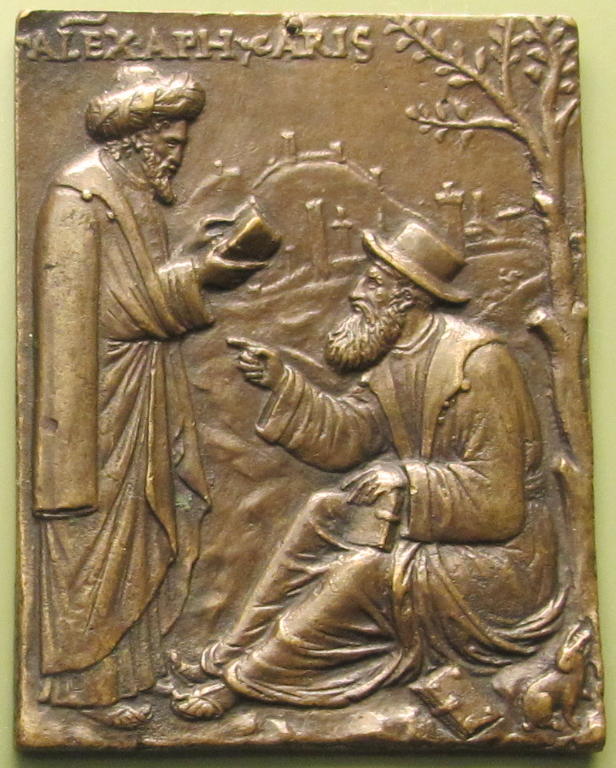
Alexander von Aphrodisias mit Aristoteles (aus Stageira) in einer Relief-Darstellung Andrea Brioscos aus dem 16. Jahrhundert, heute in der Berliner Skulpturensammlung

Alexander von Aphrodisias (griechisch Ἀλέξανδρος ὁ Ἀφροδισιεύς Aléxandros ho Aphrodisieús, lateinisch Titus Aurelius Alexander) war ein antiker Philosoph, der um 200 n. Chr. lebte. Er gehörte der Richtung der Peripatetiker an.

## Leben
Alexander stammte aus der Stadt Aphrodisias im Südwesten von Kleinasien und lebte an der Wende vom 2. zum 3. Jahrhundert. Er studierte und lehrte zunächst in Aphrodisias und wurde Schüler von Herminos, Sosigenes dem Peripatetiker sowie Aristoteles von Mytilene. Zwischen 198 und 211 war er als Lehrer an die peripatetische Schule von Athen berufen worden. Er gehörte zu den bekanntesten Peripatetikern und gilt als der bedeutendste und wirkungsmächtigste Aristoteles-Kommentator der Antike (sein Ehrenname war „Kommentator“).

## Werke

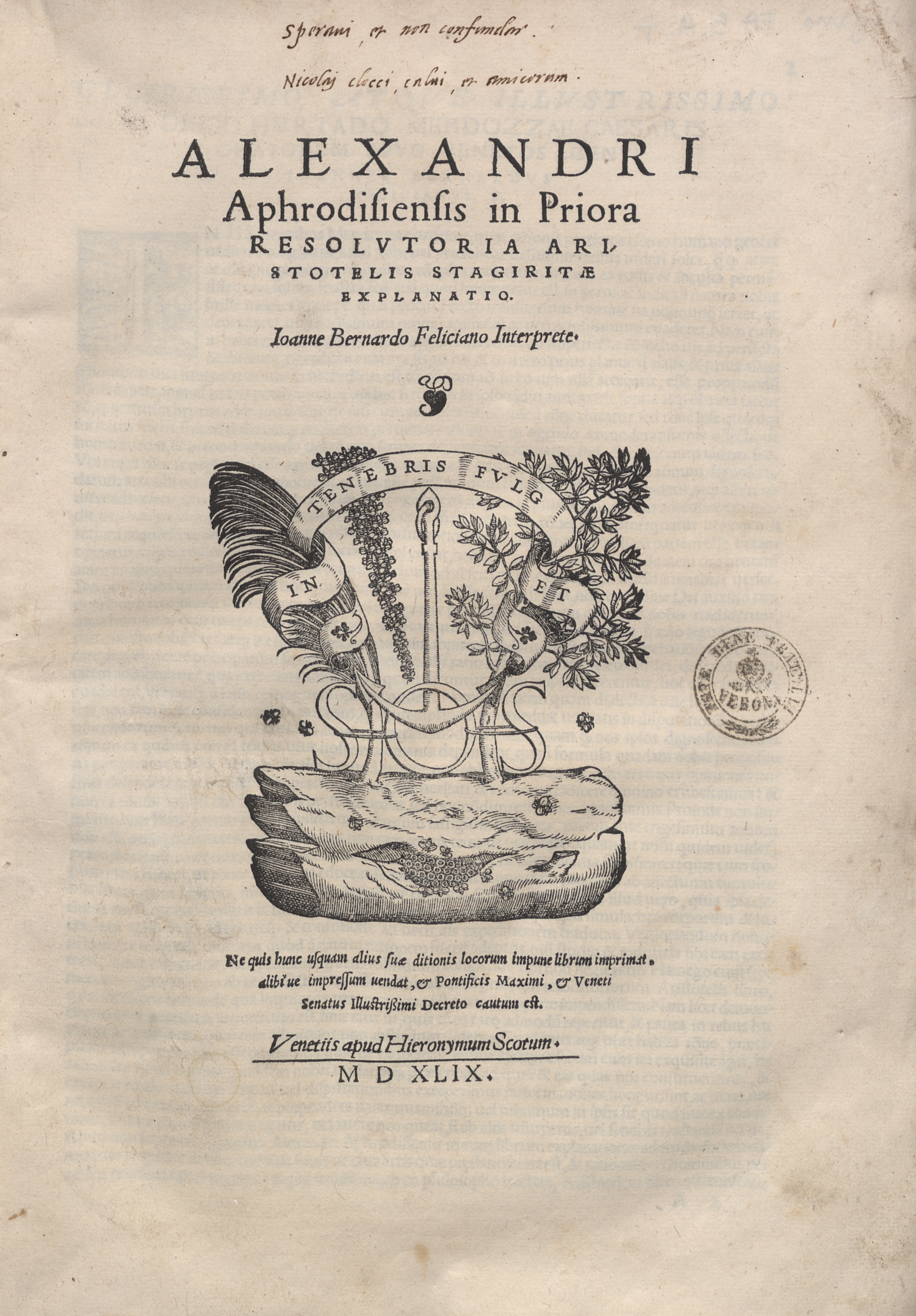
Commentaria in Analytica priora Aristotelis, 1549

Erhalten sind Kommentare zur Topik, den Analytica priora, De sensu et sensibilibus, den Meteorologica und der Metaphysik. Unecht ist ein ihm früher zugeschriebener Kommentar zu den Sophistici elenchi. Er schrieb auch Abhandlungen über die Seele, das Schicksal, zur Ethik und zu naturkundlichen Fragen. Manche seiner Schriften sind nur in arabischen Übersetzungen erhalten.
Seine Schrift Über das Schicksal war dem Kaiser Septimius Severus und dessen Mitregenten Caracalla gewidmet, als Dank für die Berufung auf den aristotelischen Lehrstuhl in Athen. Dadurch kann die Entstehung dieses Werks auf den Zeitraum 198 bis 209 eingegrenzt werden.

## Lehre
Alexander verwendete als erster die Bezeichnung „Logik“ für die Lehre von der korrekten Argumentation. Aristoteles, der als Begründer der Logik betrachtet wird, hatte dafür den Begriff „Analytik“ verwendet.
In der Syllogistik stellte Alexander die Theorie der Figurenentstehung auf. Sie besagt, dass die zweite und die dritte Figur durch Konversion einer Prämisse aus der ersten Figur entstanden seien. Dabei seien die Eigenschaften der Modi der ersten Figur auf die Modi der anderen Figuren übertragen worden. Mit dieser Theorie knüpft Alexander an einen Denkansatz in den Analytica priora des Aristoteles an; die Theorie ist bei Aristoteles aber noch nicht vorhanden. Sie wurde von den späteren Peripatetikern, besonders von Themistios, vertreten, während die Neuplatoniker anderer Meinung waren.
Alexander hielt sich vom Synkretismus seiner Zeit fern und vertrat einen „reinen“, naturalistischen Aristotelismus, der bis zur Leugnung der Unsterblichkeit der Seele ging. Die Gegenstände oder Dinge galten ihm als ursprünglich und die Namen oder Begriffe nur als davon abgeleitete Abstraktionen. Im mittelalterlichen Universalienstreit wurde er daher als Vertreter des Nominalismus betrachtet.
Zwischen den beiden extremen Standpunkten, wonach das Schicksal von vorneherein unveränderlich feststehe (Fatalismus) oder alles nur reiner Zufall bzw. Willkür sei, versucht er eine eigenständige, mittlere, aristotelische Position über das Schicksal und die menschliche Verfügungsgewalt zu entwickeln.

## Rezeption

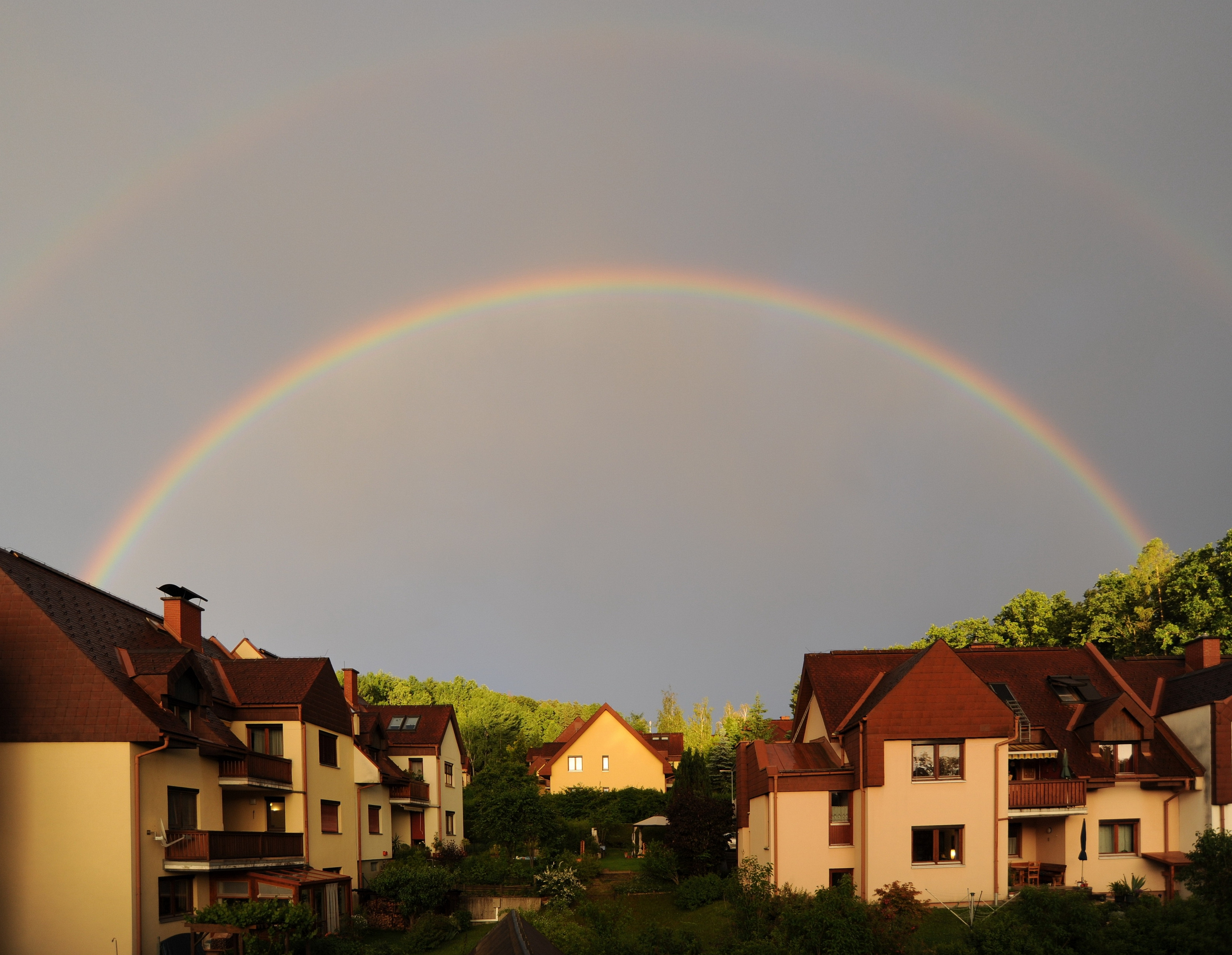
Doppelregenbogen mit Alexanders dunklem Band

Ein dunkler Bereich des Regenbogens (zwischen Haupt- und Nebenregenbogen) wurde ihm zu Ehren Alexanders dunkles Band genannt.

## Ausgaben
- Alexandri in Aristotelis analyticorum priorum librum I commentarium, hrsg. Max Wallies. Reimer, Berlin 1883.
- Alexandri Aphrodisiensis in Aristotelis metaphysica commentaria, hrsg. Michael Hayduck. Reimer, Berlin 1891.
- Pantelis Golitsis: Alexander of Aphrodisias. Commentary on Aristotle, Metaphysics (books I–III). Critical edition with introduction and notes (= Commentaria in Aristotelem Graeca et Byzantina. Band 3/1). De Gruyter, Berlin 2022, ISBN 978-3-11-073244-3.
- Alexandri in Aristotelis meteorologicorum libros commentaria, hrsg. Michael Hayduck. Reimer, Berlin 1899.
- Alexandri in librum de sensu commentarium, hrsg. Paul Wendland. Reimer, Berlin 1901.
- Alexandri Aphrodisiensis in Aristotelis topicorum libros octo commentaria, hrsg. Max Wallies. Reimer, Berlin 1891 (Digitalisat).
- Alexandri Aphrodisiensis praeter commentaria scripta minora: De anima liber cum mantissa, hrsg. Ivo Bruns. Reimer, Berlin 1887 (Digitalisat).
- Alexandri Aphrodisiensis praeter commentaria scripta minora: Quaestiones, De fato, De mixtione, hrsg. Ivo Bruns. Reimer, Berlin 1892 (Digitalisat).

## Übersetzungen
deutsch
- Über das Schicksal, übers. von Andreas Zierl. Akademie Verlag, Berlin 1995, ISBN 3-05-002303-1 (unkritische Ausgabe des griechischen Textes mit Übersetzung und Kommentar).
- Helmut Gätje: Die arabische Übersetzung der Schrift des Alexander von Aphrodisias über die Farbe. Vandenhoeck & Ruprecht, Göttingen 1967.

englisch
- Ethical Problems, übers. von Robert W. Sharples. Cornell University Press, Ithaca (N.Y.) 1990, ISBN 0-8014-2267-1.
- On Aristotle, Metaphysics 1, übers. von William E. Dooley. Duckworth, London 1989, ISBN 0-7156-2243-9.
- On Aristotle, Metaphysics 2 & 3, übers. von William E. Dooley und Arthur Madigan. Cornell University Press, Ithaca (N.Y.) 1992, ISBN 0-8014-2740-1.
- On Aristotle, Metaphysics 4, übers. von Arthur Madigan. Duckworth, London 1993, ISBN 0-7156-2482-2.
- On Aristotle, Metaphysics 5, übers. von William E. Dooley. Duckworth, London 1993, ISBN 0-7156-2483-0.
- On Aristotle’s Meteorology 4, übers. von Eric Lewis. Cornell University Press, Ithaca (N.Y.) 1996, ISBN 0-8014-3225-1.
- On Aristotle, On Coming-to-Be and Perishing, übers. von Emma Gannagé. Duckworth, London 2005. ISBN 0-7156-3303-1.
- On Aristotle, On Sense Perception, übers. von Alan Towey. Duckworth, London 2000, ISBN 0-7156-2899-2.
- On Aristotle, Topics 1, übers. von Johannes M. van Ophuijsen. Duckworth, London 2001. ISBN 0-7156-2853-4.
- Quaestiones 1.1–2.15, übers. von Robert W. Sharples. Duckworth, London 1992, ISBN 0-7156-2372-9.
- Quaestiones 2.16–3.15, übers. von Robert W. Sharples. Duckworth, London 1994, ISBN 0-7156-2615-9.
- Supplement to On the Soul, übers. von Robert W. Sharples. Duckworth, London 2004, ISBN 0-7156-3236-1.
- On Aristotle, Prior Analytics 1.1–7, übers. von Jonathan Barnes u. a. Duckworth, London 1991, ISBN 0-7156-2347-8.
- On Aristotle, Prior Analytics 1.8–13 (with 1.17,36b35–37a31), übers. von Ian Mueller und Josiah Gould. Duckworth, London 1999, ISBN 0-7156-2855-0.
- On Aristotle, Prior Analytics 1.14–22, übers. von Ian Mueller und Josiah Gould. Duckworth, London 1999, ISBN 0-7156-2876-3.
- On Aristotle, Prior Analytics 1.23–31, übers. von Ian Mueller. Cornell University Press, Ithaca (N.Y.) 2006, ISBN 978-0-8014-4442-5.
- On Aristotle, Prior Analytics 1.32–46, übers. von Ian Mueller. Duckworth, London 2006, ISBN 0-7156-3408-9.

französisch
- Alexandre d’Aphrodise, Traité du destin. Texte établi et traduit par Pierre Thillet. Les Belles Lettres, Paris 1984.
- Alexandre d’Aphrodise, Traité de la providence. Version arabe d’Abū Bišr Mattā ibn Yūnus éd. par Pierre Thillet. 1979, Nachdruck: Verdier, 2003.
- Gweltaz Guyomarc’h, Laurent Lavaud (Hrsg.): Alexandre d’Aphrodise: Commentaire à la Métaphysique d’Aristote (Bibliothèque des textes philosophiques). Librairie philosophique J. Vrin, Paris 2021, ISBN 978-2-7116-2890-2.

italienisch
- Silvia Fazzo, Mauro Zonta: Alessandro di Afrodisia. La provvidenza, Questioni sulla provvidenza. A cura di S. Fazzo, traduzione dal greco di S. Fazzo, traduzione dall’arabo di M. Zonta, Rizzoli (BUR), Mailand 1998 (mit Textausgabe).
- Alessandro d’Afrodisia. Il destino. Introduzione, traduzione (in collaborazione con E. Tetamo) e commento di Carlo Natali. Rusconi, Milano 1996, 2. Auflage Academia Verlag, Sankt Augustin 2009.

lateinisch (mittelalterlich)
- Commentaire sur les Météores d’Aristote, traduction de Guillaume de Moerbeke, hrsg. Alfons J. Smet. Publications Universitaires, Louvain 1968 (kritische Edition der lateinischen Übersetzung von Wilhelm von Moerbeke).